# Campeonato Guianense de Futebol de 2015-16
A GFF Elite League 2015-16 foi 15ª edição do Campeonato Guianense de Futebol e a primeira sob o novo formato de liga.
O vencedor do torneio foi o Slingerz FC que, junto com o vice Alpha United, qualificou-se para o Campeonato de Clubes da CFU de 2017.

## Regulamento
Após o cancelamento da edição 2014-15 da Premier League, até então o campeonato nacional oficial, a Federação de Futebol da Guiana criou uma nova liga para 2015-16, visando a profissionalização do futebol no país.
Neste novo torneio, participaram 8 equipes convidadas, que jogaram todas entre si em sistema de turno (chamado de Genesis) e returno (chamado de Finale), seguindo-se o calendário europeu. O vencedor de cada turno classificou-se para a partida final do torneio, que definiu o campeão nacional.
Caso o vencedor dos dois turnos fosse o mesmo time, ele seria proclamado o campeão da temporada. Nesta primeira edição, não houve rebaixamento.

## Equipes participantes
| Time                    | Cidade      |
| ----------------------- | ----------- |
| Alpha United FC         | Georgetown  |
| Buxton United FC        | Buxton      |
| Fruta Conquerors        | Georgetown  |
| Georgetown FC           | Georgetown  |
| Guyana Defence Force FC | Georgetown  |
| Monedderlust FC         | Zee Lust    |
| Pele FC                 | Georgetown  |
| Slingerz FC             | Vergenoegen |

## Primeiro turno
A primeira fase do campeonato, chamada de Genisis, foi disputada entre setembro e novembro de 2015. Nela, as oito equipes jogaram entre si duas vezes, e as 4 primeiras colocadas na tabela avançaram para as semifinais.

### Classificação
| # | Equipa               | J  | V | E | D  | GP | GC | SG  | Pts | Classificação                    |
| - | -------------------- | -- | - | - | -- | -- | -- | --- | --- | -------------------------------- |
| 1 | Slingerz (A)         | 14 | 9 | 4 | 1  | 29 | 9  | +20 | 31  | Classificados para as semifinais |
| 2 | Pele FC (A)          | 14 | 8 | 3 | 3  | 28 | 15 | +13 | 27  | Classificados para as semifinais |
| 3 | Alpha United (A)     | 14 | 7 | 5 | 2  | 21 | 12 | +9  | 26  | Classificados para as semifinais |
| 4 | Fruta Conquerors (A) | 14 | 5 | 5 | 4  | 18 | 17 | +1  | 20  | Classificados para as semifinais |
| 5 | GDF                  | 14 | 5 | 2 | 7  | 22 | 23 | −1  | 17  |                                  |
| 6 | Buxton United FC     | 14 | 4 | 1 | 9  | 10 | 23 | −13 | 13  |                                  |
| 7 | Georgetown FC        | 14 | 3 | 3 | 8  | 12 | 30 | −18 | 12  |                                  |
| 8 | Monedderlust         | 14 | 3 | 1 | 10 | 11 | 22 | −11 | 10  |                                  |

Última atualização em 23 de julho de 2023
Fonte: Soccerway
Regras para classificação: 1º pontos; 2º saldo de gols; 3º gols pró.
(C) = Campeão; (R) = Rebaixado; (P) = Promovido; (O) = Vencedor do play-off; (A) = Classificado para a próxima fase. 
Somente aplicável se a temporada não tiver terminado: 
(Q) = Classificado para a fase do torneio indicada; (TQ) = Classificado para o torneio, mas não para a fase indicada; (DQ) = Desclassificado do torneio.

### Semifinais
|  | Semifinais | Semifinais       | Semifinais |  |  | Final          | Final            | Final          |
|  |            |                  |            |  |  |                |                  |                |
|  |            | Slingerz         | 2          |  |  |                |                  |                |
|  |            | Fruta Conquerors | 0          |  |  |                |                  |                |
|  |            |                  |            |  |  |                | Slingerz         | 3              |
|  |            |                  |            |  |  |                | Alpha United     | 2              |
|  |            | Pele             | 1          |  |  |                |                  |                |
|  |            | Alpha United     | 3          |  |  | Terceiro lugar | Terceiro lugar   | Terceiro lugar |
|  |            |                  |            |  |  |                | Fruta Conquerors | 0              |
|  |            |                  |            |  |  |                | Pele             | 1              |

Final
| 29 de novembro de 2015 | Slingerz | 3-2 | Alpha United | Estádio Municipal de Leonora, Leonora |
| 12:00 UTC-4            |          |     |              |                                       |

## Segundo turno
A segundo fase do campeonato, chamada de Finale, foi disputada entre fevereiro e junho de 2016. Nela, as oito equipes jogaram entre si novamente duas vezes, e as 4 primeiras colocadas na tabela avançaram para novas semifinais.

### Classificação
| # | Equipa               | J  | V  | E | D  | GP | GC | SG  | Pts | Classificação                    |
| - | -------------------- | -- | -- | - | -- | -- | -- | --- | --- | -------------------------------- |
| 1 | Slingerz (A)         | 14 | 13 | 1 | 0  | 43 | 8  | +35 | 40  | Classificados para as semifinais |
| 2 | Fruta Conquerors (A) | 14 | 11 | 1 | 2  | 34 | 22 | +12 | 34  | Classificados para as semifinais |
| 3 | Alpha United (A)     | 14 | 9  | 3 | 2  | 36 | 11 | +25 | 30  | Classificados para as semifinais |
| 4 | Pele FC (A)          | 14 | 5  | 2 | 7  | 15 | 20 | −5  | 17  | Classificados para as semifinais |
| 5 | GDF                  | 14 | 5  | 2 | 7  | 23 | 29 | −6  | 17  |                                  |
| 6 | Buxton United FC     | 14 | 3  | 2 | 9  | 12 | 23 | −11 | 11  |                                  |
| 7 | Monedderlust         | 13 | 1  | 2 | 10 | 12 | 37 | −25 | 5   |                                  |
| 8 | Georgetown FC        | 14 | 1  | 2 | 11 | 10 | 35 | −25 | 5   |                                  |

Última atualização em 23 de julho de 2023
Fonte: Soccerway
Regras para classificação: 1º pontos; 2º saldo de gols; 3º gols pró.
(C) = Campeão; (R) = Rebaixado; (P) = Promovido; (O) = Vencedor do play-off; (A) = Classificado para a próxima fase. 
Somente aplicável se a temporada não tiver terminado: 
(Q) = Classificado para a fase do torneio indicada; (TQ) = Classificado para o torneio, mas não para a fase indicada; (DQ) = Desclassificado do torneio.

### Semifinais
|  | Semifinais | Semifinais       | Semifinais |  |  | Final          | Final            | Final          |
|  |            |                  |            |  |  |                |                  |                |
|  |            | Slingerz         | 3          |  |  |                |                  |                |
|  |            | Pele FC          | 1          |  |  |                |                  |                |
|  |            |                  |            |  |  |                | Slingerz         | 0              |
|  |            |                  |            |  |  |                | Alpha United     | 0              |
|  |            | Fruta Conquerors | 0          |  |  |                |                  |                |
|  |            | Alpha United     | 4          |  |  | Terceiro lugar | Terceiro lugar   | Terceiro lugar |
|  |            |                  |            |  |  |                | Pele FC          | 2              |
|  |            |                  |            |  |  |                | Fruta Conquerors | 3              |

Final
| 19 de junho de 2015 | Slingerz | 0-0 (0-3 p.) | Alpha United | Estádio Municipal de Leonora, Leonora |
| 12:00 UTC-4         |          |              |              |                                       |

## Final do campeonato
Como dois times diferentes venceram o Genisis e o Finale, uma partida final foi disputada, para definição do campeão da liga.
| 26 de junho de 2015 | Slingerz | 1-0 | Alpha United | Estádio Municipal de Leonora, Leonora |
| 12:00 UTC-4         |          |     |              |                                       |

### Premiação
| Campeonato Guianense de Futebol de 2015-16 |
| Guiana                                     |
| ------------------------------------------ |
| Slingerz Campeão (1º título)               |